# Eunicella gracilis
Eunicella gracilis är en korallart som beskrevs av Manfred Grasshoff 1992. Eunicella gracilis ingår i släktet Eunicella och familjen Gorgoniidae. Inga underarter finns listade i Catalogue of Life.